# Aardla (przystanek kolejowy)
Aardla – przystanek kolejowy w miejscowości Tartu, w prowincji Tartu, w Estonii. Położony jest na linii Tartu - Valga.